# 지네이
테우마리우 지 아라우주 사크라멘투(포르투갈어: Telmário de Araújo Sacramento, 1983년 11월 11일 ~ )는 별칭 지네이로 불리는 브라질의 축구 선수다. 현재 캄페오나투 브라질레이루 세리이 B의 EC 비토리아에서 활약하고 있다.